# اریک یوهانسن
اریک یوهانسن (آلمانی: Eric Johannesen؛ زادهٔ ۱۶ ژوئیه ۱۹۸۸) قایقران روئینگ اهل آلمان است.
وی در مسابقات کشوری و بین‌المللی در مجموع برندهٔ ۳ مدال طلا، ۴ مدال نقره شده‌است.